# Danilo Grassi
Danilo Grassi (Lonate Pozzolo, Lombardía, 1 de enero de 1941) es un ciclista italiano que fue profesional entre 1964 y 1965. En estos años consiguió una victoria de etapa al Giro de Italia de 1965. Anteriormente, como ciclista amateur, forma parte del primer equipo de la historia que se convierte en campeón del mundo en contrarreloj por equipos del Mundial de ciclismo, junto a Mario Maino, Antonio Tagliani y Dino Zandegu. En el año siguiente, el de Ronse de 1963 se colgaba la plata en la misma prueba, esta vez acompañado por Mario Maino, Pasquale Fabbri y Dino Zandegu.

## Palmarés
- 1962

 Campeón del mundo en contrarreloj por equipos
- 1963

 Medalla de plata en el Mundial de contrarreloj por equipos
- 1965

Vencedor de una etapa del Giro de Italia

### Resultados en el Giro de Italia
- 1964. 87.º de la clasificación general
- 1965. 79.º de la clasificación general. Vencedor de una etapa